# Diego Ossa
Diego Ossa Vives (Chile, 14 de abril de 2004) es un futbolista profesional chileno que se desempeña como delantero en el Asheville City SC de la USL League Two estadounidense.

## Trayectoria

### Universidad Católica
Comenzó sus inferiores en Universidad Católica a los 8 años, siendo uno de los máximos goleadores de las divisiones menores del club. Comenzaría a asomar en el primer equipo de la UC en la temporada 2022 tras la partida de Diego Valencia. Debutó el 6 de agosto de 2022 contra Everton por la fecha 21 del torneo nacional tras ingresar al minuto 73' en reemplazo de Bryan González en el empate 1 a 1 frente a Everton. El 29 de diciembre de 2022, firmó su primer contrato profesional.
A comienzos de 2024, termina su contrato con el equipo cruzado para emigrar a Estados Unidos por motivos académicos.Luego de un paso por el equipo de fútbol universitario de Salt Lake Community College, en mayo de 2024 es anunciado como nuevo jugador del Asheville City SC de la USL League Two.

## Selección nacional

### Selecciones menores

#### Participaciones en Sudamericanos
| Competencia                 | Sede     | Resultado    | PJ | Goles |
| --------------------------- | -------- | ------------ | -- | ----- |
| Sudamericano Sub-20 de 2023 | Colombia | Primera fase | 2  | 0     |

## Estadísticas

### Clubes
| Club                         | Div.          | Temporada     | Liga  | Liga  | Liga   | Copas nacionales | Copas nacionales | Copas nacionales | Torneos internacionales | Torneos internacionales | Torneos internacionales | Total | Total | Total  |
| Club                         | Div.          | Temporada     | Part. | Goles | Asist. | Part.            | Goles            | Asist.           | Part.                   | Goles                   | Asist.                  | Part. | Goles | Asist. |
| ---------------------------- | ------------- | ------------- | ----- | ----- | ------ | ---------------- | ---------------- | ---------------- | ----------------------- | ----------------------- | ----------------------- | ----- | ----- | ------ |
| Universidad Católica · Chile | 1.ª           | 2022          | 2     | 0     | 0      | 1                | 0                | 0                | —                       | —                       | —                       | 3     | 0     | 0      |
| Universidad Católica · Chile | 1.ª           | 2023          | 1     | 0     | 0      | 0                | 0                | 0                | —                       | —                       | —                       | 1     | 0     | 0      |
| Universidad Católica · Chile | Total club    | Total club    | 3     | 0     | 0      | 1                | 0                | 0                | 0                       | 0                       | 0                       | 4     | 0     | 0      |
| Total carrera                | Total carrera | Total carrera | 3     | 0     | 0      | 1                | 0                | 0                | 0                       | 0                       | 0                       | 4     | 0     | 0      |
| 1. 2.                        |               |               |       |       |        |                  |                  |                  |                         |                         |                         |       |       |        |

### Selecciones
| Selección      | Temporada     | Amistosos | Amistosos | Amistosos | Sudamérica | Sudamérica | Sudamérica | Mundial | Mundial | Mundial | Total | Total | Total  |
| Selección      | Temporada     | Part.     | Goles     | Asist.    | Part.      | Goles      | Asist.     | Part.   | Goles   | Asist.  | Part. | Goles | Asist. |
| -------------- | ------------- | --------- | --------- | --------- | ---------- | ---------- | ---------- | ------- | ------- | ------- | ----- | ----- | ------ |
| Sub-20 · Chile | 2023          | —         | —         | —         | 2          | 0          | 0          | —       | —       | —       | 2     | 0     | 0      |
| Sub-20 · Chile | Total         | 0         | 0         | 0         | 2          | 0          | 0          | 0       | 0       | 0       | 2     | 0     | 0      |
| Total carrera  | Total carrera | 0         | 0         | 0         | 2          | 0          | 0          | 0       | 0       | 0       | 2     | 0     | 0      |
| 1.             |               |           |           |           |            |            |            |         |         |         |       |       |        |

### Resumen estadístico
| Competición               | Partidos | Goles | Asistencias |
| ------------------------- | -------- | ----- | ----------- |
| Primera División de Chile | 3        | 0     | 0           |
| Copa Chile                | 1        | 0     | 0           |
| Selección Sub-20          | 2        | 0     | 0           |
| Total                     | 6        | 0     | 0           |